# Букстурм
Букстурм (нем. Bucksturm) — сторожевая башня в нижнесаксонском городе Оснабрюк, построенная в XIII веке как часть городской стены; башня диаметром 10,7 метра в Средние века использовалась как городская тюрьма, а в период охоты на ведьм XVI—XVII веков в ней также располагалась пыточная камера. Является памятником архитектуры города.